# Маркшейдер
Маркше́йдер (від нім. Markscheider, утвореного від Mark — «межа», «кордон» і scheiden — «розділяти») — гірничий інженер або технік, фахівець з маркшейдерії.

## Головний маркшейдер
Керує здійсненням маркшейдерських робіт, проведенням зйомок і замірів підземних та відкритих гірничих виробок, території копалин, будівельних майданчиків. Бере участь в орієнтуванні підземних маркшейдерських знімань, передачі висотних позначок, проектуванні відповідальних збійок (сполучних ходів), виробок, проведенні гірничих виробок зустрічними забоями, перевірці геометричних схем підйомних комплектів і вертикальності стінок і провідників стволів шахт. 
Забезпечує задані напрямки гірничих виробок. Здійснює контроль за веденням гірничо-прохідницьких робіт, раціональним використанням балансових запасів корисних копалин, за організацією правильного обліку руху запасів, виконаних обсягів гірничих робіт, а також втрат під час добування. Забезпечує приймання маркшейдерських робіт, що виконує підрядна організація. 
Розробляє заходи щодо охорони споруд від шкідливого впливу на них гірничих виробок, проведення гірничих виробок у захисних цілях. Керує складанням робочих планів, профілів, схем, звітів та іншої технічної документації. 
Організовує проведення дослідницьких робіт з маркшейдерської справи, упровадження нових прогресивних методів маркшейдерських вимірювань. Забезпечує своєчасне складання і поповнення основної й обмінної маркшейдерської документації. Керує робітниками відділу (служби), координує діяльність підрозділів, що пов'язані з проведенням маркшейдерських робіт. 
Повинен знати: постанови, розпорядження і накази, методичні, нормативні та інші керівні матеріали щодо діяльності маркшейдерської служби; організацію і технологію виконання маркшейдерських робіт; правила технічної експлуатації маркшейдерського обладнання; методи спостереження за рухом земної поверхні та станом об'єктів, що охороняються; основи економіки, організації виробництва, праці й управління; передовий вітчизняний і зарубіжний досвід проведення маркшейдерських робіт; основи трудового законодавства, норми та правила охорони праці, виробничої санітарії, протипожежного захисту під час виконання маркшейдерських робіт. 
Кваліфікаційні вимоги. Повна або базова вища освіта відповідного напряму підготовки (магістр, спеціаліст). Післядипломна освіта в галузі управління. 
Стаж роботи за професією керівників нижчого рівня: для магістра — не менше 2 років, спеціаліста — не менше 3 років.
Існують також маркшейдер дільничний — виконавець маркшейдерських робіт на окремій маркшейдерській ділянці підприємства та старший маркшейдер.